# Melge Molbthach
Melge Molbthach lub Meilge Molbthach („Chwalebny”) – legendarny zwierzchni król Irlandii z dynastii Milezjan (linia Eremona) w latach 250-243 p.n.e. Syn Cobthacha Cael Breg, zwierzchniego króla Irlandii.
Objął zwierzchnią władzę w wyniku zabójstwa swego poprzednika i zabójcy ojca, Labraida Loingsecha. Źródła są rozbieżne w kwestii czasu jego rządów. Panował nad Irlandią przez siedem lub siedemnaście lat, gdy został zabity przez Modcorba, wnuka arcykróla Rechtaida Rigderga („z Czerwonym Przegubem”), w bitwie pod Claire na terenie Munsteru. Mówi się o nim, że kiedy odkopano jego grób w Cairbre na terenie hrabstwa Sligo, doszło do powstania jeziora, które nazwano po nim Jeziorem Melge (ob. Lough Melvin, piękne jezioro umieszczone na granicach hrabstw Fermanagh, Leitrim i Donegal). Pozostawił po sobie syna Irerea Gleofathacha („Biegłego”), przyszłego zwierzchniego króla Irlandii.